# Tułowice
Tułowice (německy Tillowitz) jsou město v jižním Polsku v Opolském vojvodství v okrese Opolí. Leží na historickém území Horního Slezska na řece Ścinawa Niemodlińska, pravém přítoku Kladské Nisy, a na železniční trati Opolí – Nisa (stanice Tułowice Niemodlińskie).  Jsou sídlem městsko-vesnické gminy Tułowice, k níž patří kromě města pět okolních vesnic. V roce 2024 zde žilo 3 622 obyvatel.

## Historie a pamětihodnosti

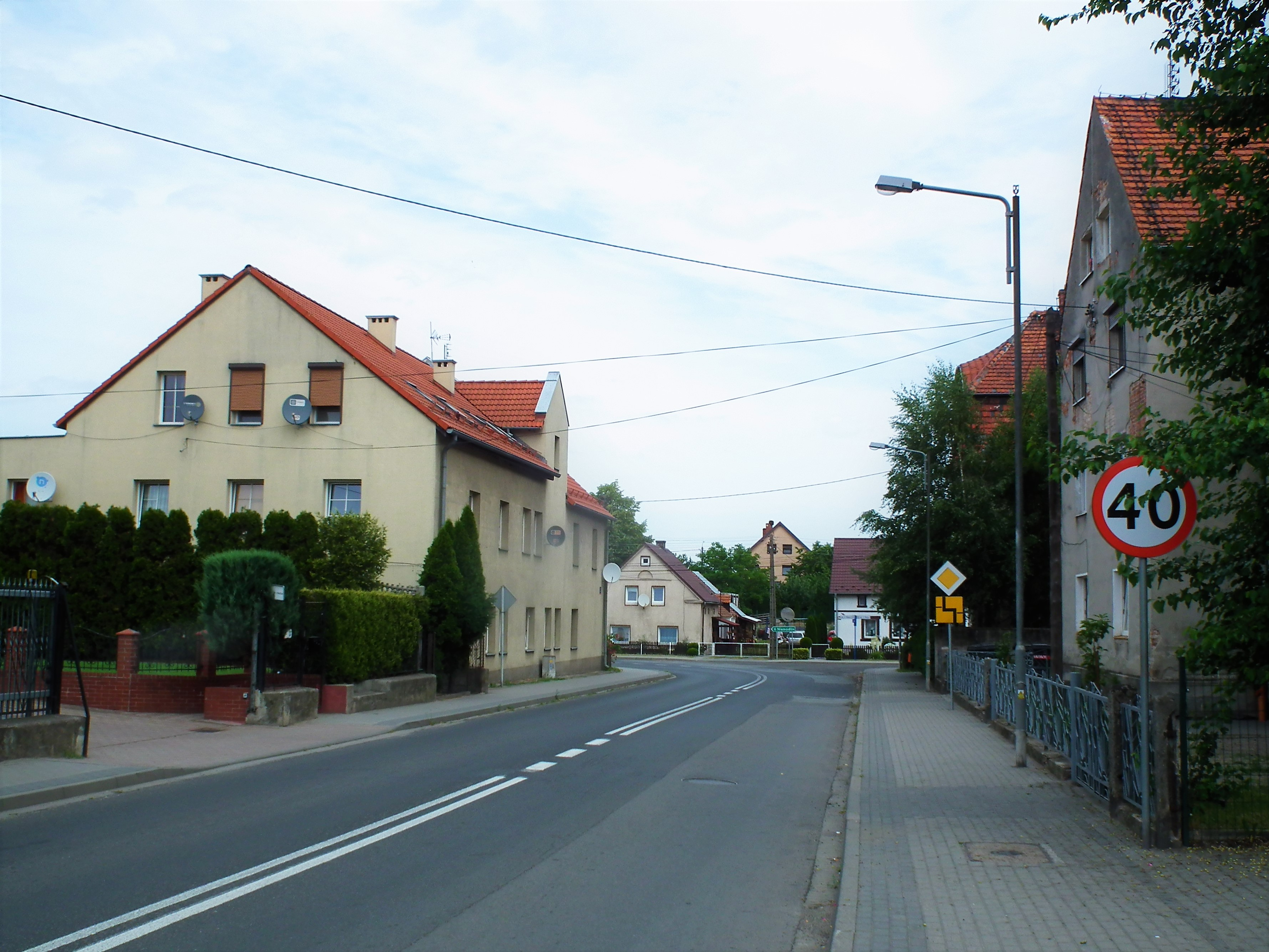
Ulice v centru města

První písemná zmínka o obci pochází z roku 1447, zmiňuje se tehdy farnost svatého Rocha. Po staletí sdílely Tułowice neboli Tillowitz osudy Opolského knížectví v rámci Koruny české a od roku 1742 Pruského Slezska. Po vymření opolských Piastovců v roce 1532 náležel zdejší statek různým šlechtickým rodům, mj. od roku 1604 Žerotínům. Svatbou Marie Anny ze Žerotína s Janem Karlem Pražmou v roce 1779 se stal majetkem rodiny Pražmů a v roce 1835 jej odkoupil Ernest von Frankenberg. V rukou Frankenbergů zůstaly Tułowice do konce druhé světové války. 

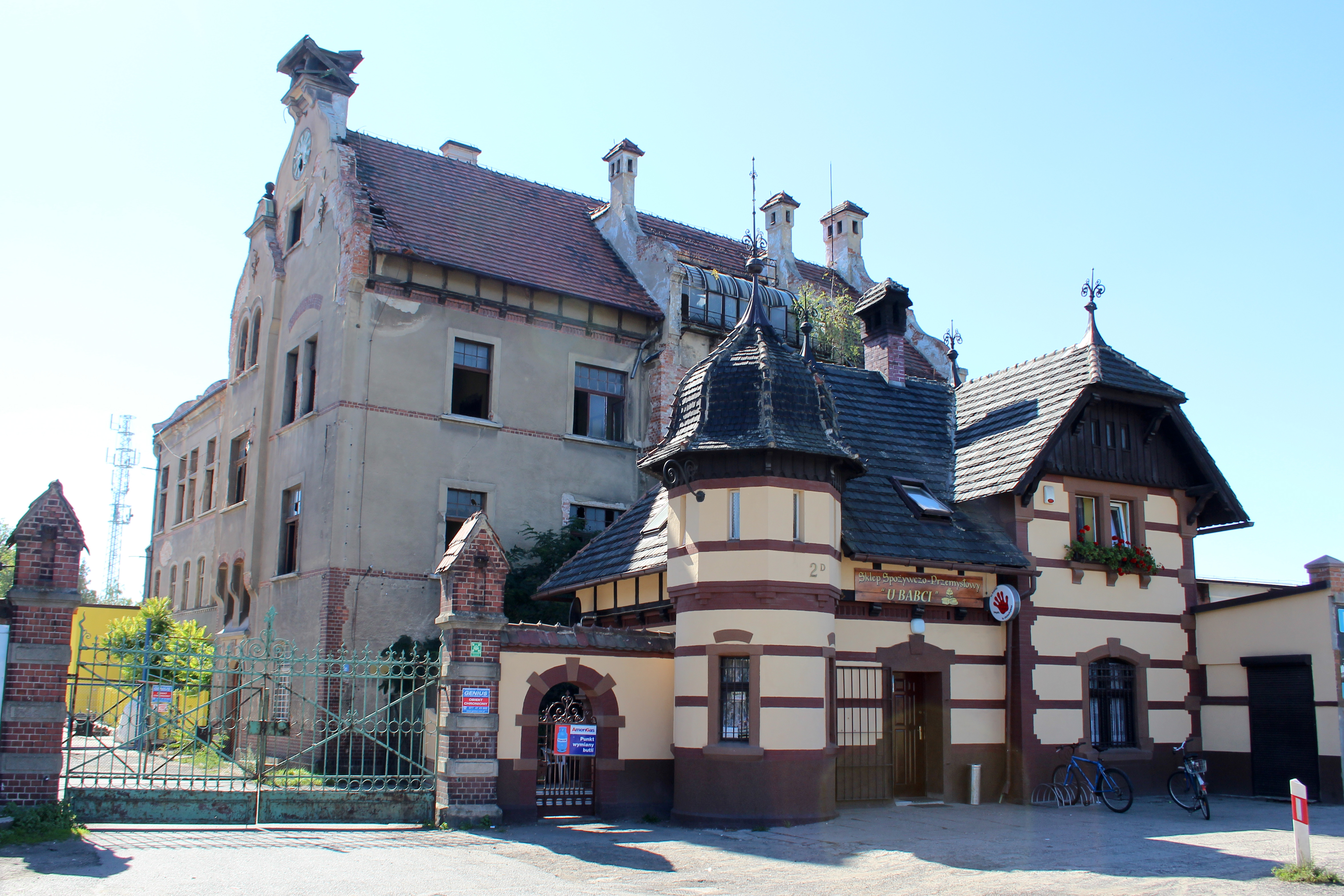
Bývalá porcelánka

Na podnět Ludvíka Pražmy byl v letech 1824–1827 postaven tułowický zámek. V letech 1879–1889 ho Frankenbergové nechali přestavět do současné novorenesanční podoby. V roce 1937 byla do prostor zámku umístěna lesnická škola a nyní se v něm nachází její internát (škola se po válce přemístila do vedlejší novostavby). Součástí zámeckého komplexu je rovněž hrázděný vodní mlýn z roku 1763. V letech 1829–1840 byl postaven dnešní neoklasicistní kostel svatého Rocha. Evangelický kostel byl postaven v roce 1913.
Důležitou kapitolu v dějinách Tułowic představuje výroba fajánse a porcelánu. První továrnu na výrobu fajánse založil Jan Karel Pražma v roce 1813. V roce 1889 ji odkoupil Erhard Schlegelmilch, dědic firmy Reinhold Schlegelmilch z durynského Suhlu, a proměnil v moderní porcelánku. Továrna fungovala až do roku 2001, přičemž po druhé světové válce se zaměřila už jen na výrobky z poloporcelánu. Mezi historické památky Tułowic patří soubor industriálních budov z roku 1904 a Schlegelmilchova vila v zámeckém parku z roku 1890.
V roce 1910 žily v obci 1 364 osoby, z toho 98,1 % německojazyčných a 84,0 % katolíků. Dalších 446 osob – z toho 78,2 % německojazyčných a 20,6 % polskojazyčných (myšleno „wasserpolnisch“), 77,8 % katolíků – obývalo Gutsbezirk Tillowitz (statek). Do roku 1939 počet obyvatel stoupl na 1 766. V roce 1945 byly Tułowice připojeny k Polsku a většina německého obyvatelstva vysídlena. Nahradili je polští přesídlenci z tzv. Kresů a osadníci z polského vnitrozemí. V roce 1950 se vesnice stala součástí Opolského vojvodství. Dnem 1. ledna 2018 získala status města.

## Osobnosti
- Oscar Kellner (1851–1911), německý vědec, „otec japonské agrochemie“.